# The Peril of the Cliffs
The Peril of the Cliffs è un cortometraggio muto del 1912 diretto da George Melford.

## Produzione
Il film, prodotto dalla Kalem Company, fu girato a Glendale, in California.

## Distribuzione
Distribuito dalla General Film Company, il film - un cortometraggio di una bobina -  uscì nelle sale cinematografiche statunitensi il 23 ottobre 1912.